# Boleyn (cràter)
Boleyn és un cràter d'impacte en el planeta Venus de 70,4 km de diàmetre. Porta el nom d'Anna Bolena (1507-1536), reina d'Anglaterra, i el seu nom va ser aprovat per la Unió Astronòmica Internacional el 1994.